# SS Dresden (1897)
Pour les autres navires du même nom, voir SS Dresden.

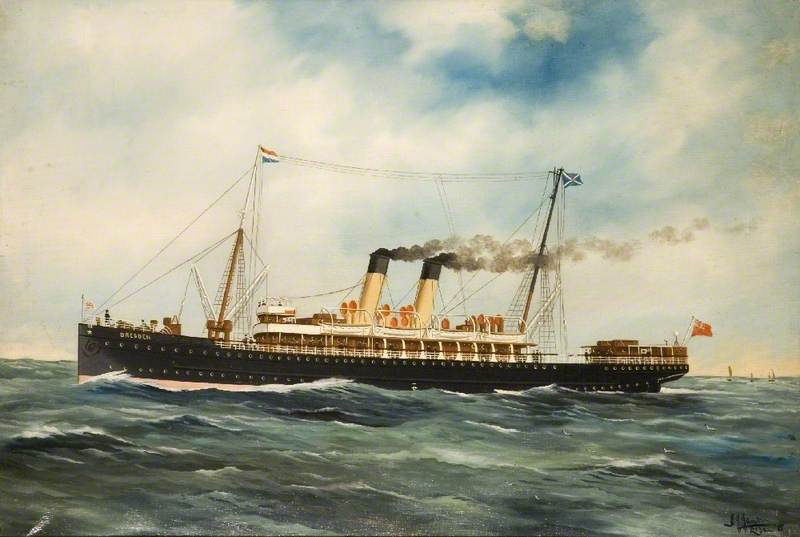
Harry J. Jansen, Le SS Dresden, huile sur toile, 1915.

Le SS Dresden est un bateau de transport de passagers britannique, qui a été opérationnel de 1897 à 1915. Construit en 1897 par la Earle Company (en) à Hull pour la Great Eastern Railway, il est utilisé en mer du Nord entre Harwich et Hoek van Holland.
Rebaptisé HMS Louvain en 1915, il est utilisé par la Royal Navy pendant la Première Guerre mondiale jusqu'à son torpillage en 1918.

## Disparition de Rudolf Diesel

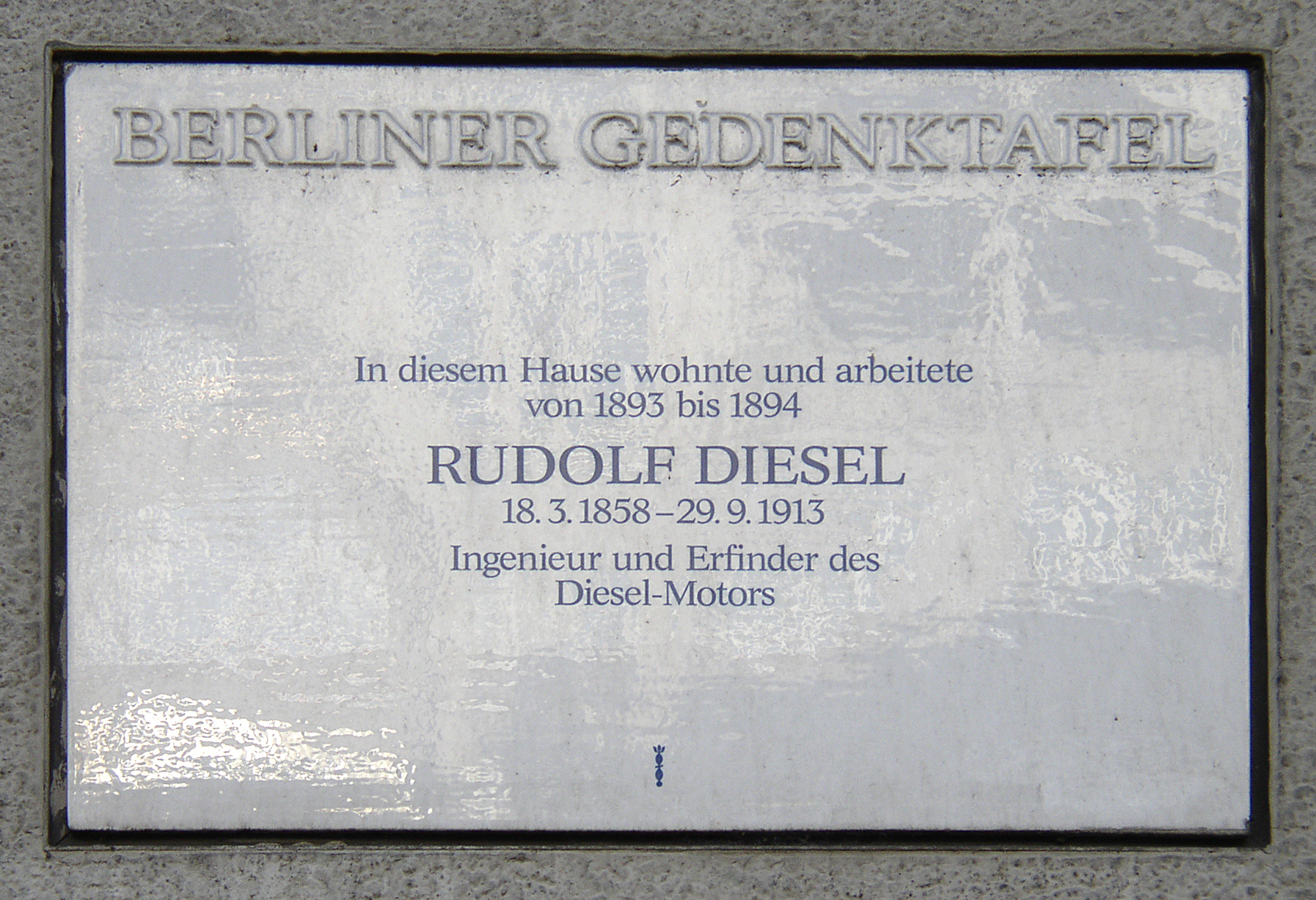
Plaque commémorative en l'honneur de Rudolf Diesel

C'est sur ce paquebot que l'ingénieur allemand Rudolf Diesel a disparu dans la nuit du 29 au 30 septembre 1913, dans des circonstances douteuses. Passager, il avait appareillé d'Anvers pour une réunion « Diesel Manufacturing Ltd » à Londres. Après avoir soupé avec ses collaborateurs, il se retire dans sa cabine vers 22 h, laissant pour consigne d'être réveillé le lendemain à 6 h 15. Ses collaborateurs trouvent le lendemain sa cabine vide et son lit non défait. Il n'a plus jamais été vu en vie depuis. Dix jours plus tard, l'équipage du bateau néerlandais Coertsen découvre le cadavre d'un homme flottant sur la mer. Le corps est dans un tel état de décomposition que le capitaine refuse qu'il soit transporté à bord. Néanmoins, les marins récupèrent des objets personnels (pilule, portefeuille, couteau de poche, lunettes) du défunt, puis le corps est abandonné à la mer. Le 13 octobre, ces objets sont identifiés par le fils de Rudolf, Eugen Diesel, comme appartenant à son père,.

## Exploitation
Le paquebot était exploité par la Great Eastern Railway.
Il a été utilisé par la Royal Navy lors de la Première Guerre mondiale sous le nom de HMS Louvain et est coulé le 21 janvier 1918 dans la mer Égée par l'U-boot Unterseeboot UC-22 ; 217 hommes d'équipage et 7 officiers sont tués, il n'y a que 16 survivants.
Parmi les morts figuraient 70 matelots de la marine maltaise : la perte du navire a représenté pour Malte le plus grand désastre de la guerre ; une société d'aide aux familles de la marine et des chantiers navals (Naval and Dockyard Families Help Society) a été créée pour venir en aide aux familles des victimes maltaises du naufrage.